# アリ×アリ
『アリ×アリ』（アリアリ）は、2003年10月2日から2004年3月25日まで関西テレビが毎週木曜日 24:35 - 25:05 （JST）に編成していた単発特別番組枠。全25回。
第18回（2004年2月5日）に放送の『ガラパゴス 〜絶滅危惧品種保護委員会〜』は、後にレギュラー番組化した。

## 放送リスト
| 回     | 放送日   | タイトル                                      | 出演 | 番組内容 |
| 2003年 | 2003年   | 2003年                                        | 2003年 | 2003年 |
| ------ | -------- | --------------------------------------------- | --- | --- |
| 1      | 10月2日  | 美女で野獣                                    | 松澤知加子、西川史子、三田智子 藤田徳人（恋愛科学研究所）                                                      | 女性3人が「お金・恋愛・仕事」などのテーマトーク |
| 2      | 10月9日  | WEST SIDEの同窓会                             | ランディーズ、ロザン、キングコング、あびる優 レイザーラモン・住谷正樹、長位章充                                | “しろはと中学”の同窓会が舞台のシットコム |
| 3      | 10月16日 | モーレツ!怒られ相談室                         | アメリカザリガニ、オーケイ、梅小鉢、安田大サーカス                                                             | 『痛快!エブリデイ』の「モーレツ! 怒りの相談室」のパロディ                                                                                            |
| 4      | 10月23日 | ザ・テイスティング                            | 司会：松尾貴史/武谷真名、木村克己（ソムリエ）、立石憲司（フードライター）、北村まゆみ（ZOO動物プロダクション） | 味覚・嗅覚の達人3人が“利き水”に挑戦 |
| 5      | 10月30日 | 大西ユカリと別世界                            | 大西ユカリと新世界、月亭可朝、おかけんた                                                                       | 大西ユカリが別ジャンルのゲストと共演 |
| 6      | 11月6日  | ポスト吉岡美穂（前編）                        | 吉岡美穂、中村真由美、服部美貴、宮沢菜実、吉田悦子、インリン・オブ・ジョイトイ、青空、山中新                   | 1200名からオーディションで選ばれた「ポスト吉岡美穂」を目指す4人がグラビア・CM・ドラマ・お笑いなど様々な課題のロケをこなす。視聴者投票で2名に絞られる |
| 7      | 11月13日 | 走れ!大喜利タクシー                           | 笑い飯、千鳥                                                                                                   | “ボケ”の面白さをタクシー料金に代替して甲子園球場から淡路島まで目指す                                                                                 |
| 8      | 11月20日 | カウントTV! コノ世ノ数字クイズ                | 山田五郎、山川恵里佳、ロザン                                                                                   | 誰も調べようともしなかった「数字」「個数」「回数」を検証しカウント。クイズ形式で予想する                                                             |
| 9      | 11月27日 | 密着!小野真弓 1/365                           | 小野真弓 | 小野真弓を完全1日密着取材 |
| 10     | 12月4日  | ポスト吉岡美穂（後編）                        | 吉岡美穂、宮沢菜実、吉田悦子、タージン                                                                         | 前回のモバイル投票で選ばれた2人が出演。再現ドラマによる自己PRや水着DVD撮影風景など                                                                   |
| 11     | 12月11日 | ゲームクリエーター                            | グルメ鬼：タージン 探偵：オーケイ、オジンオズボーン、Jan2                                                      | iモードとFOMAを利用した次世代型鬼ごっこ。捕まえれば自腹でご飯をおごってもらえる。                                                                    |
| 12     | 12月18日 | 大阪修行                                      | 乙葉、タージン、島木譲二、海原はるか・かなた                                                                   | 乙葉がタージンを案内役に大阪文化を体験 |
| 13     | 12月25日 | シャンプー御法度!                             | シャンプーハット、松隈雪洲、小出えり、原美紀                                                                   | ピクニックをしながら青木ヶ原樹海の横断を試みる |
| 2004年 |          |                                               | | |
| 14     | 1月8日   | WEST SIDEの下宿物語                           | ランディーズ、ロザン、キングコング、眞鍋かをり 浅香あき恵、今別府直之、ぢゃいこ                                | 下宿「めぞん男男」（だんだん）を舞台にしたシットコム                                                                                                 |
| 15     | 1月15日  | ますだおかだの人生カミングアウトバスツア－SP! | ますだおかだとカミングアウト依頼者たち                                                                         | カミングアウトしたい一般人の依頼を解決していく |
| 16     | 1月22日  | 漢☆塾 〜大喜利温泉〜                          | バッファロー吾郎、ケンドーコバヤシ                                                                             | 「漢」（おとこ）の称号をかけて温泉で大喜利対決 |
| 17     | 1月29日  | モーレツ!怒りの相談室 青バージョン            | アメリカザリガニ、あびる優、大谷昭宏、山本浩之                                                                 | 『痛快!エブリデイ』の「モーレツ! 怒りの相談室」若者バージョン                                                                                        |
| 18     | 2月5日   | ガラパゴス 〜絶滅危惧品種保護委員会〜         | ますだおかだ、室井佑月、あびる優 宮崎哲弥、山本浩之                                                            | おバカな議題を真剣に討論 |
| 19     | 2月12日  | カウントTV!2 コノ世ノ数字クイズ               | 山田五郎、眞鍋かをり、ロザン                                                                                   | 第2弾。関西にちなんだ数字を出題 |
| 20     | 2月19日  | ますだおかだの四十八手                        | ますだおかだ、KABA.ちゃん、福下恵美                                                                            | 「トイレの四十八手」を紹介 |
| 21     | 2月26日  | ダイ麒千飯（だいきちめし）                    | 笑い飯、千鳥、麒麟、ダイアン                                                                                   | 若手コンビ4組のコントスペシャル |
| 22     | 3月4日   | 続・大西ユカリと別世界                        | 大西ユカリと新世界                                                                                             | 愛知県稲沢市民会館でのジャズフェスティバルにバンドが参加                                                                                             |
| 23     | 3月11日  | 音好き少年                                    | 渋谷すばる、内博貴、錦戸亮                                                                                     | 関西ジャニーズJr.の3人がそれぞれ好きな曲・思い出の曲を紹介                                                                                           |
| 24     | 3月18日  | ドラマ「食☆べ☆た☆い」 チェリー 双子の対決     | 星野真里 ほか                                                                                                  | 星野が双子役に挑む一人芝居 |
| 25     | 3月25日  | ドラマ「食☆べ☆た☆い」 カレーを食べる男        | 甲本雅裕、出口結美子 ほか                                                                                      | 売れない役者の物語 |

## 関連番組
- オッチモ!
- カキューン!!
- ニューカマーズ